# Burelles
Burelles település Franciaországban, Aisne megyében. Lakosainak száma 123 fő (2022. január 1.). Burelles Bosmont-sur-Serre, Braye-en-Thiérache, Gronard, Hary, Prisces és Tavaux-et-Pontséricourt községekkel határos.

## Népesség
A település népességének változása:
| Lakosok száma | 199  | 171  | 182  | 148  | 133  | 129  | 128  | 128  | 128  | 123  |
|               | 1968 | 1982 | 1990 | 2006 | 2013 | 2015 | 2017 | 2019 | 2020 | 2022 |